# Joachim Blichfeld
Joachim Blichfeld (* 17. Juli 1998 in Frederikshavn) ist ein dänischer Eishockeyspieler, der zuletzt bis zum Ende der Saison 2024/25 beim Rögle BK aus der Svenska Hockeyligan (SHL) unter Vertrag gestanden und dort auf der Position des rechten Flügelstürmers gespielt hat. Zuvor verbrachte Blichfeld unter anderem drei Spielzeiten bei den San Jose Sharks in der National Hockey League (NHL).

## Karriere
Blichfeld erlernte das Eishockeyspielen in der Nachwuchsabteilung des Frederikshavn IK, dem Eishockeyklub seiner Geburtsstadt. Dort durchlief er die Junioren bis hin zur U20-Mannschaft, für die er in der Saison 2013/14 bereits als 15-Jähriger zum Stammspieler avancierte. Zugleich war er mit 38 Scorerpunkten bester Scorer seines Teams und achtbester der gesamten Liga. Des Weiteren waren seine 24 Tore Ligabestwert. Die Leistungen des Jugendlichen wurden schließlich mit der Berufung in den Kader der Herrenmannschaft des Vereins im Verlauf der Spielzeit belohnt. Dort kam er in der zweitklassigen 1. division zu insgesamt 13 Einsätzen, in denen ihm acht Punkte gelangen.
Zur weiteren Entwicklung seines augenscheinlichen Talents wechselte der Däne im Sommer 2014 nach Schweden in die Juniorenabteilung der Malmö Redhawks. In Malmö war der Flügelstürmer zwei Jahre lang aktiv – zunächst hauptsächlich in der U18-Mannschaft, anschließend im U20-Team. Nachdem Blichfeld bereits im Sommer 2015 erstmals im CHL Import Draft in der zweiten Runde an Position 79 von den Halifax Mooseheads aus der Ligue de hockey junior majeur du Québec gewählt worden war, wagte er nach der abermaligen Wahl – diesmal durch die Portland Winterhawks aus der Western Hockey League ebenfalls in der zweiten Runde, aber als 85. Spieler – den Sprung nach Nordamerika. Zudem war er im NHL Entry Draft 2016 in der siebten Runde an 210. Stelle von den San Jose Sharks aus der National Hockey League (NHL) gezogen worden.
Blichfelds erstes Jahr bei den Portland Winterhawks verlief mit 68 Punkten in 74 Einsätzen erfolgreich. Ebenso konnte er in der Saison 2017/18 mit 65 Punkten in lediglich 68 Spielen ähnliche Werte vorweisen. Folglich seiner Leistungen wurde er im Dezember 2017 von den Sharks mit einem auf drei Jahre befristeten NHL-Einstiegsvertrag ausgestattet. Darüber hinaus erhielt er am Saisonende einen Amateur-Probevertrag bis zum Ende der Saison 2017/18, so dass er sein Profidebüt in der American Hockey League beim Sharks-Farmteam, den San Jose Barracuda, feiern konnte. Dort kam er in den Playoffs zu zwei Einsätzen. Zum Beginn des Spieljahres 2018/19 wurde er wieder in die WHL zu den Portland Winterhawks geschickt, um weiterhin im Juniorenbereich zu spielen. Dort steigerte er seine persönliche Statistik deutlich, so führte er die gesamte Liga mit 114 Scorerpunkten an und erhielt infolgedessen die Bob Clarke Trophy. Außerdem wurde er mit der Four Broncos Memorial Trophy als Spieler des Jahres geehrt und ins WHL West First All-Star Team gewählt.
Zur Saison 2019/20 wechselte er fest zu den San Jose Barracuda in die AHL. Dort überzeugte er mit 19 Punkten aus den ersten 20 Saisonspielen, sodass er im Dezember 2019 zu den Sharks berufen wurde und schließlich sein Debüt in der NHL gab. Nachdem Blichfeld aufgrund der COVID-19-Pandemie zunächst in seine dänische Heimat zurückgekehrt war und dort auf Leihbasis für seinen Stammverein gespielt hatte, kehrte er zum Saisonbeginn in Nordamerika nach San Jose zurück. Im restlichen Saisonverlauf pendelte er dabei zwischen NHL- und AHL-Kader. Die Saison 2021/22 verbrachte der Flügelstürmer ausschließlich bei den Barracuda in der AHL. Da sein Vertrag am Saisonende nicht verlängert wurde, schloss sich Blichfeld im Juni 2022 den Växjö Lakers aus der Svenska Hockeyligan (SHL) an, mit denen er am Saisonende die schwedische Meisterschaft gewann. In der Folge war der dänische Offensivspieler bis Ende Januar 2025 für die Lakers aktiv, ehe er umgehend zum Ligarivalen Rögle BK wechselte und dort die Spielzeit beendete.

### International
Für sein Heimatland stand Blichfeld bei zahlreichen Junioren-Weltmeisterschaften auf dem Eis. So spielte er erstmals bei der U18-Junioren-Weltmeisterschaft der Division IA 2015 im ungarischen Debrecen. Dort blieb er mit der Mannschaft ungeschlagen und schaffte den Aufstieg in die Top-Division. Im folgenden Jahr gehörte er dann zum Aufgebot bei der U18-Junioren-Weltmeisterschaft 2016 in den Vereinigten Staaten. Zwar stieg die Mannschaft nach dem zehnten Platz wieder in die Division IA ab, mit sechs Scorerpunkten war der Stürmer aber der punktbeste Spieler des dänischen Kaders. In den folgenden beiden Jahren nahm Blichfeld an den U20-Junioren-Weltmeisterschaften 2017 in Kanada und 2018 erneut in den USA teil. Dabei führte er die dänische U20-Auswahl als Topscorer des Teams im Jahr 2017 auf den fünften Gesamtrang – die bis dato mit Abstand beste Platzierung der Auswahl bei einer Weltmeisterschaft.
Für die dänische A-Nationalmannschaft wurde Blichfeld erstmals im August 2021 für das Qualifikationsturnier für die Olympischen Winterspiele 2022 in Peking nominiert. Sein erstes internationales Turnier bestritt er mit der Weltmeisterschaft 2022. Danach folgte die Teilnahme an der Weltmeisterschaft 2024 und der Qualifikation für die Olympischen Winterspiele 2026. Bei den Welttitelkämpfen 2025 erreichte der Stürmer mit seinem Heimatland den vierten Rang.

## Erfolge und Auszeichnungen
| - 2019 Bob Clarke Trophy - 2019 Four Broncos Memorial Trophy - 2019 WHL West First All-Star Team | - 2020 Teilnahme am AHL All-Star Classic - 2023 Schwedischer Meister mit den Växjö Lakers |

### International
- 2015 Aufstieg in die Top-Division bei der U18-Junioren-Weltmeisterschaft der Division IA

## Karrierestatistik
Stand: Ende der Saison 2024/25

### International
Vertrat Dänemark bei:
| - U18-Junioren-Weltmeisterschaft der Division IA 2015 - U18-Junioren-Weltmeisterschaft 2016 - U20-Junioren-Weltmeisterschaft 2017 - U20-Junioren-Weltmeisterschaft 2018 - Qualifikationsturnier für die Olympischen Winterspiele 2022 | - Weltmeisterschaft 2022 - Weltmeisterschaft 2024 - Qualifikationsturnier für die Olympischen Winterspiele 2026 - Weltmeisterschaft 2025 |

(Legende zur Spielerstatistik: Sp oder GP = absolvierte Spiele; T oder G = erzielte Tore; V oder A = erzielte Assists; Pkt oder Pts = erzielte Scorerpunkte; SM oder PIM = erhaltene Strafminuten; +/− = Plus/Minus-Bilanz; PP = erzielte Überzahltore; SH = erzielte Unterzahltore; GW = erzielte Siegtore; 1 Play-downs/Relegation; Kursiv: Statistik nicht vollständig)